# Maximiliano Núñez González
Maximiliano Núñez González (Santiago, Chile, 11 de agosto de 1992) es un futbolista chileno que juega como Defensor Central.

## Carrera
Maximiliano Núñez González durante 2016 se alzó como una de las figuras en la campaña de Club Deportivo Provincial Osorno. Anotó el primer gol en el minuto 19´ del partido final en que Club Deportivo Provincial Osorno materializó su retornó al profesionalismo y de paso se coronó campeón de la Tercera División A de Chile tras derrotar por 5 goles a 0 a Juventud Salvador en el Estadio Cardenal Caro de la Comuna de Lo Espejo.

## Clubes
| Club                 | País  | Año       |
| -------------------- | ----- | --------- |
| Audax Italiano B     | Chile | 2011-2012 |
| Gasparín FC          | Chile | 2013-2014 |
| Chimbarongo FC       | Chile | 2015      |
| CD Provincial Osorno | Chile | 2016-2017 |

## Palmarés
| Título             | Club                 | País  | Año  |
| ------------------ | -------------------- | ----- | ---- |
| Tercera División A | CD Provincial Osorno | Chile | 2016 |